# Gymnosiphon affinis
Gymnosiphon affinis är en enhjärtbladig växtart som beskrevs av Johannes Jacobus Smith. Gymnosiphon affinis ingår i släktet Gymnosiphon och familjen Burmanniaceae. Inga underarter finns listade i Catalogue of Life.